# Marquinhos (Fußballspieler, 1992)
Marquinhos, vollständiger Name Marcus Vinicius Vidal Cunha, (* 28. Mai 1992 in Rio de Janeiro) ist ein brasilianischer Fußballspieler.

## Karriere
Der 1,68 Meter große Mittelfeldakteur Marquinhos gehörte mindestens seit 2011 dem Kader von Paraná Clube an. Dort bestritt er bis zu seinem Wechsel Anfang Februar 2013 19 Spiele (ein Tor) in der Série B und – jeweils ohne persönlichen Torerfolg – sieben Begegnungen im Campeonato Paranaense und eine Partie in der Copa do Brasil. Anschließend war der rumänische Klub Oțelul Galați sein Arbeitgeber. Saisonübergreifend erzielte er bei den Rumänen zehn Ligatreffer bei 35 Einsätzen in der Liga 1. Ferner lief er fünfmal (zwei Tore) in der Cupa României auf. Mitte Juli 2014 schloss er sich dem aserbaidschanischen Verein FK Qäbälä an, bei dem für ihn ein Pokaleinsatz (kein Tor) und 13 absolvierte Partien (ein Tor) in der Liga verzeichnet sind. Ende März 2015 folgte sein Wechsel zum uruguayischen Erstligisten River Plate Montevideo, für den er in der Clausura viermal (kein Tor) in der Primera División auflief. In der Saison 2015/16 wurde er bei den Montevideanern in sechs Erstligaspielen (kein Tor) eingesetzt. Spätestens seit August 2016 stand er in Reihen des brasilianischen Klubs J. Malucelli Futebol.
2017 sah Marquinhos wieder in Europa, zunächst bei Astra Giurgiu, dann beim FK Žalgiris. Zwei Jahre unter Vertrag bei indonesischen Vereinen folgten, wobei er 2021 an seinen alten Verein in Galați verliehen war. 2022 folgte noch ein kurzes Engagement beim KS Turbina Cërrik.